# The Stone Roses
The Stone Roses war eine britische Rockband, die 1984 in Manchester gegründet wurde. Sie gelten als Vorreiter des Britpops und als eine der einflussreichsten Bands Englands der späten 1980er und frühen 1990er Jahre.

## Werdegang
Angeblich kannten sich Sänger Ian Brown und Gitarrist John Squire bereits seit frühester Kindheit, hatten dann aber einige Zeit keinen Kontakt zueinander. Später trafen sie sich jedoch wieder: Mit vierzehn Jahren besuchten sie dieselbe Gesamtschulklasse in Sale, einem Vorort im Süden Manchesters. Dann gründeten sie die Punkband The Patrol. Diese blieb ohne nennenswerten Erfolg. 1984 bildete sich die Band The Stone Roses mit Pete Garner († 2023) am Bass, Andy Couzens an der Rhythmusgitarre und Simon Wolstencroft am Schlagzeug heraus. Ihr erstes Konzert spielten sie im Oktober desselben Jahres als Vorgruppe von Pete Townshend. 1985 nahmen sie mit Martin Hannett bereits ein Studioalbum auf. Da sie aber mit dem Ergebnis unzufrieden waren, wurde lediglich eine erste Single veröffentlicht.
Gary „Mani“ Mounfield übernahm 1987 den Bass. Nach Aussage von Ian Brown war dies ein Wendepunkt für die Band („When Mani joined it almost changed overnight. It became a totally different groove ... Straight away, everything just fell into place“). Nach einem Auftritt in London Anfang 1988 wollten sowohl Zomba als auch Rough Trade den Stone Roses einen Plattenvertrag anbieten, Rough Trade finanzierte sogar die Aufnahmen für eine neue Single Elephant stone mit Peter Hook. Schließlich unterschrieb das zu Zomba gehörende Label Silvertone Records mit der Band einen Vertrag über acht Alben und veröffentlichte Elephant stone im Oktober 1988.
Im Mai 1989 erschien schließlich das von John Leckie produzierte Debütalbum The Stone Roses. Nach dem Erfolg der stärker Dance-orientierten Single Fools Gold (Platz 8 im November 1989) stieg das Album in den britischen Charts bis auf Platz 19. Seitdem wird es von vielen Musikkritikern als Klassiker eingestuft. Die Stone Roses gewannen 1989 bei den NME Awards in vier Kategorien (Band Of The Year, LP Of The Year, Single Of The Year, Best New Band/Artist) und bildeten eine der tragenden Säulen der Madchester-Szene. Im Mai 1990 spielten sie vor 27.000 Zuschauern ein Openair-Konzert auf Spike Island in Cheshire.
Nach langwierigen Gerichtsstreitigkeiten konnten die Band ihren Vertrag mit Silvertone auflösen, dies verzögerte aber das Erscheinen eines Nachfolgealbums, und es kam zu wachsenden Konflikten innerhalb der Band. Unter der Regie des neuen Labels Geffen wurde im Dezember 1994 schließlich das zweite Album Second Coming veröffentlicht. Es erreichte Platz 4 in den britischen Charts. Nach mehreren Wechseln in der Besetzung, einer Tour durch Großbritannien Ende 1995 und John Squires Verlassen der Band im April 1996 traten die Stone Roses im August 1996 auf dem Reading-Festival mit einer Darbietung auf, die von Fans und Musikkritikern allseits verheerend aufgenommen wurde. Im Oktober 1996 löste sich die Band auf.
Am 18. Oktober 2011, 15 Jahre nach der Trennung, vermeldete die britische Musikzeitschrift New Musical Express die Reunion der Stone Roses. Die Band trat 2012 erstmals wieder gemeinsam auf Festivals auf. Am 12. Mai 2016 veröffentlichten die Stone Roses mit All for One die erste Single seit 20 Jahren, am 10. Juni 2016 folgte der Song Beautiful Thing. Am 24. Juni 2017 verkündete Ian Brown nach einem Konzert im Hampden Park in Glasgow mit den Worten „Don’t be sad it’s over, be happy that it happened“ die Auflösung der Band. Ian Brown veröffentlichte im Februar 2019 mit Ripples sein erstes Soloalbum seit 2009. Im September 2019 bestätigte John Squire abermals das Ende der Stone Roses.

## Galerie

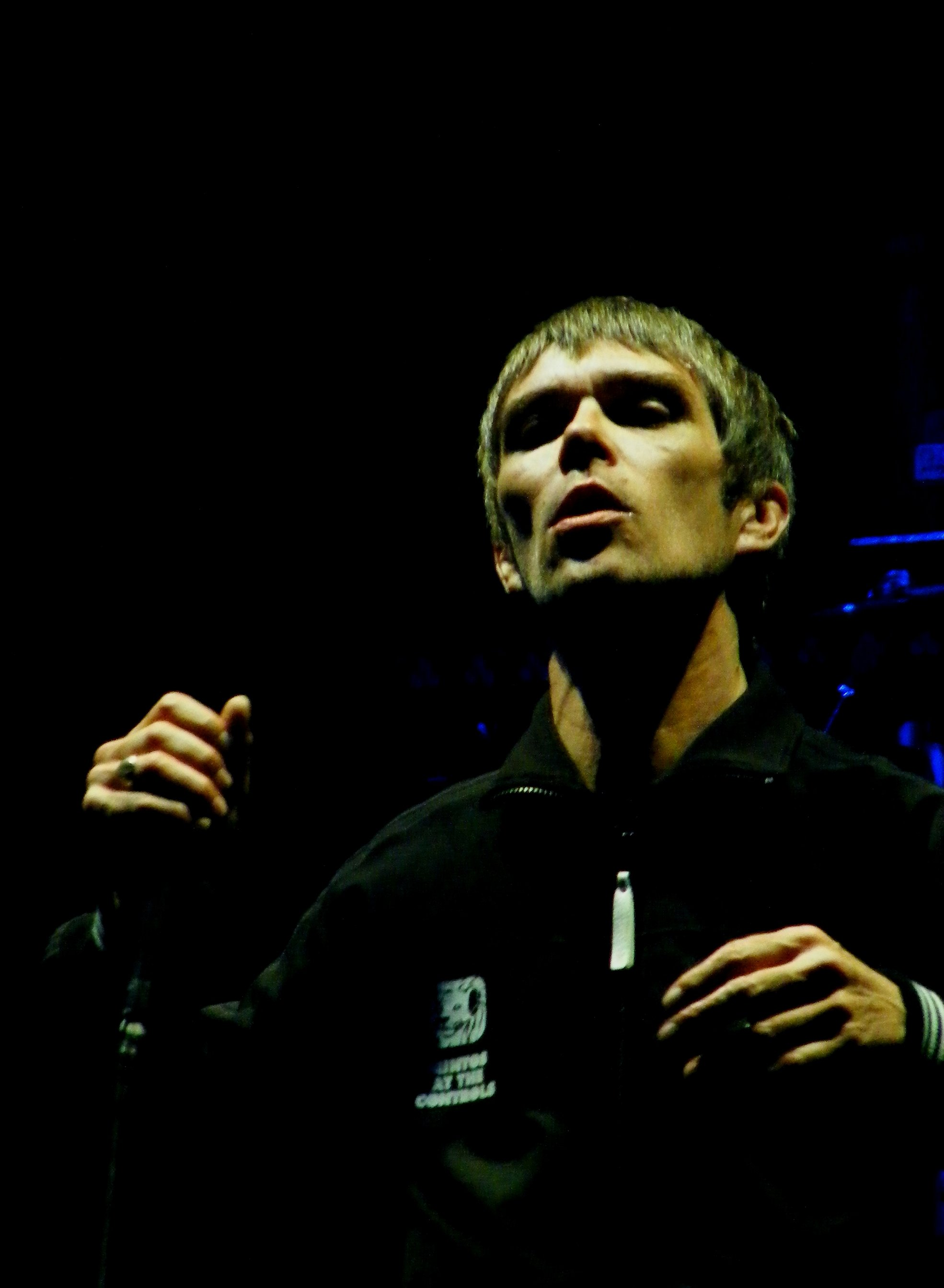
Ian Brown
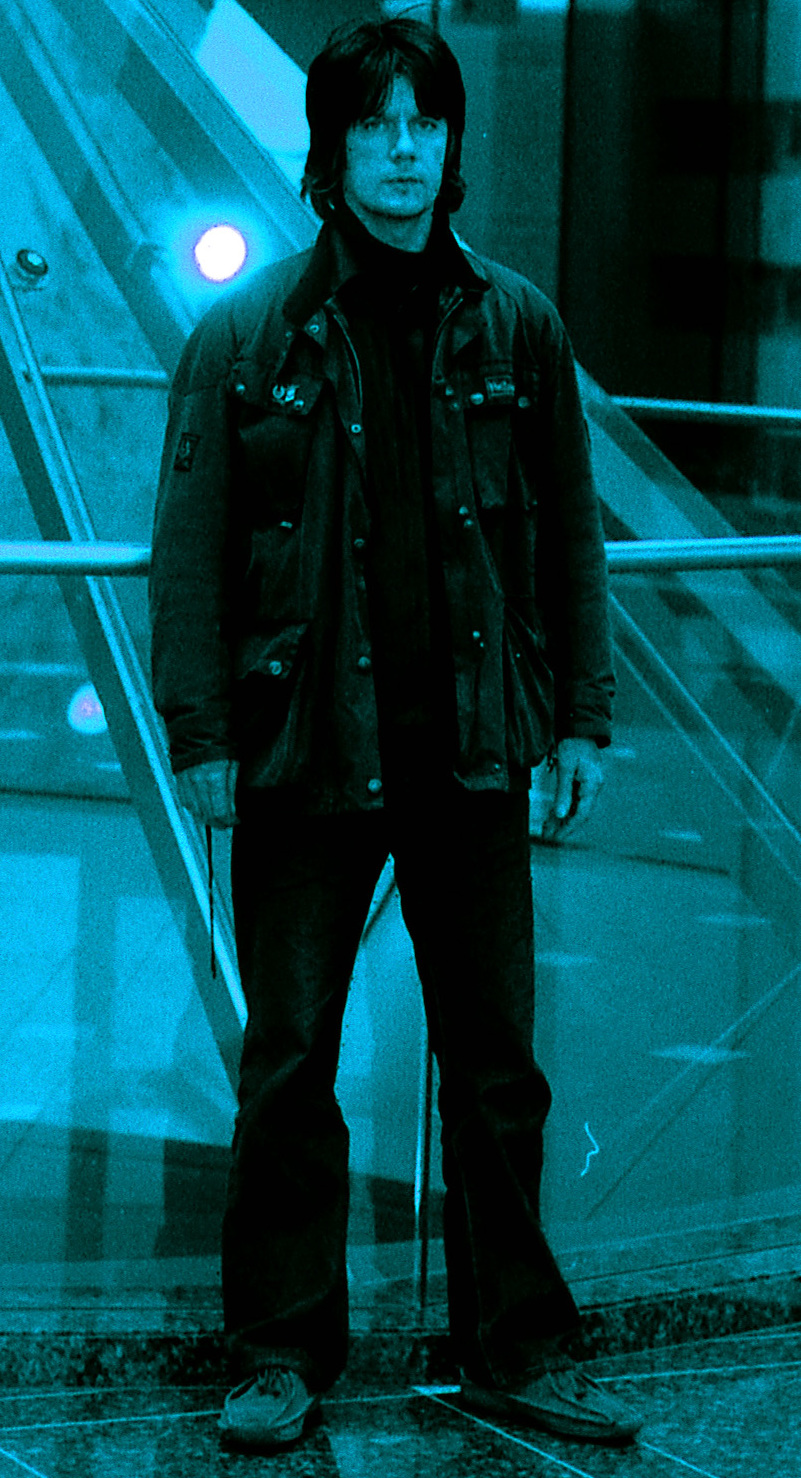
John Squire
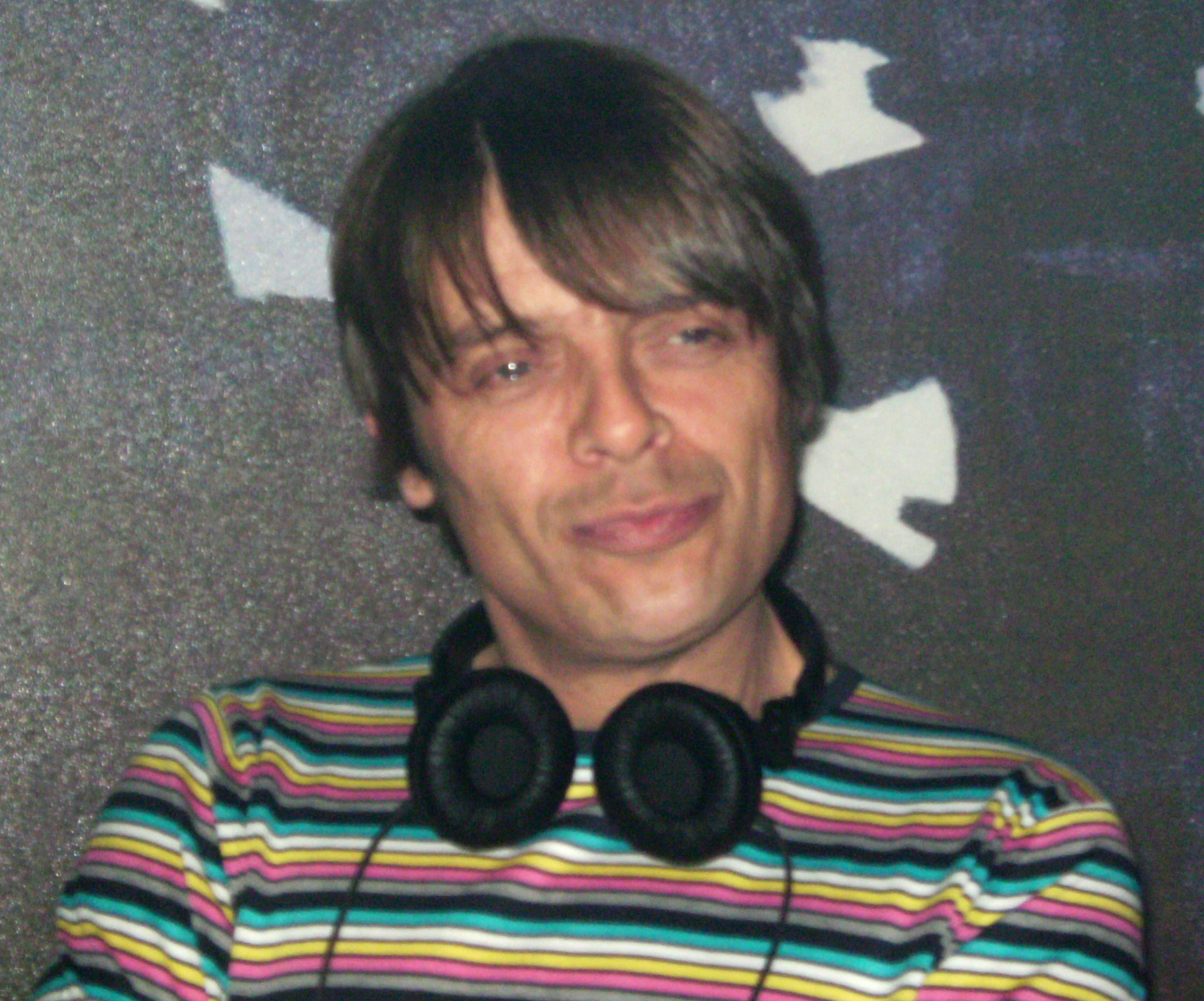
Mani

## Diskografie

### Studioalben
| Jahr | Titel                                      | Höchstplatzierung, Gesamtwochen, AuszeichnungChartplatzierungen (Jahr, Titel, Platzierungen, Wochen, Auszeichnungen, Anmerkungen) | Höchstplatzierung, Gesamtwochen, AuszeichnungChartplatzierungen (Jahr, Titel, Platzierungen, Wochen, Auszeichnungen, Anmerkungen) | Höchstplatzierung, Gesamtwochen, AuszeichnungChartplatzierungen (Jahr, Titel, Platzierungen, Wochen, Auszeichnungen, Anmerkungen) | Höchstplatzierung, Gesamtwochen, AuszeichnungChartplatzierungen (Jahr, Titel, Platzierungen, Wochen, Auszeichnungen, Anmerkungen) | Höchstplatzierung, Gesamtwochen, AuszeichnungChartplatzierungen (Jahr, Titel, Platzierungen, Wochen, Auszeichnungen, Anmerkungen) | Anmerkungen                            |
| Jahr | Titel                                      | DE | AT | CH | UK | US | Anmerkungen                            |
| ---- | ------------------------------------------ | --- | --- | --- | --- | --- | -------------------------------------- |
| 1989 | The Stone Roses                            | — | — | — | UK9 ×5Fünffachplatin · (70 Wo.)UK                                                                                                 | US86 (26 Wo.)US | Erstveröffentlichung: 2. Mai 1989      |
| 1994 | Second Coming                              | DE57 (8 Wo.)DE | AT35 (1 Wo.)AT | CH35 (5 Wo.)CH | UK4 ×2Doppelplatin · (41 Wo.)UK                                                                                                   | US47 (13 Wo.)US | Erstveröffentlichung: 5. Dezember 1994 |
| 1999 | The Stone Roses – 10th Anniversary Edition | — | — | — | UK26 (4 Wo.)UK | — | Erstveröffentlichung: 1999             |
| 2009 | The Stone Roses – 20th Anniversary Edition | — | — | — | UK5 (97 Wo.)UK | — | Erstveröffentlichung: 2009             |

### Kompilationen
| Jahr | Titel                    | Höchstplatzierung, Gesamtwochen, AuszeichnungChartsChartplatzierungen (Jahr, Titel, Platzierungen, Wochen, Auszeichnungen, Anmerkungen) | Anmerkungen                                              |
| Jahr | Titel                    | UK | Anmerkungen                                              |
| ---- | ------------------------ | --- | -------------------------------------------------------- |
| 1992 | Turns into Stone         | UK32 Gold · (5 Wo.)UK | Erstveröffentlichung: 20. Juli 1992                      |
| 1995 | The Complete Stone Roses | UK4 Platin · (48 Wo.)UK | Erstveröffentlichung: 15. Mai 1995                       |
| 1996 | Garage Flower            | UK58 (1 Wo.)UK | Erstveröffentlichung: 25. November 1996 1985 aufgenommen |
| 2000 | The Remixes              | UK41 Silber · (4 Wo.)UK | Erstveröffentlichung: 30. Oktober 2000                   |
| 2002 | The Very Best Of         | UK13 ×4Vierfachplatin · (107 Wo.)UK | Erstveröffentlichung: 4. November 2002                   |

Weitere Kompilationen
- 2009: The Stone Roses, 20th Anniversary Deluxe Edition
- 2010: Collection (UK: Gold)

### Singles
| Jahr | Titel Album                                                   | Höchstplatzierung, Gesamtwochen, AuszeichnungChartsChartplatzierungen (Jahr, Titel, Album, Platzierungen, Wochen, Auszeichnungen, Anmerkungen) | Anmerkungen                             |
| Jahr | Titel Album                                                   | UK | Anmerkungen                             |
| ---- | ------------------------------------------------------------- | --- | --------------------------------------- |
| 1989 | Made of Stone The Stone Roses                                 | UK20 Gold · (6 Wo.)UK | Erstveröffentlichung: 1989              |
| 1989 | She Bangs the Drums The Stone Roses                           | UK34 Platin · (7 Wo.)UK | Erstveröffentlichung: 1989              |
| 1989 | What the World Is Waiting For / Fools Gold –                  | UK8 Platin · (20 Wo.)UK | Erstveröffentlichung: 13. November 1989 |
| 1989 | Sally Cinnamon –                                              | UK46 Gold · (7 Wo.)UK | Erstveröffentlichung: 1989              |
| 1990 | Elephant Stone –                                              | UK8 (6 Wo.)UK | Erstveröffentlichung: 1990              |
| 1990 | One Love –                                                    | UK4 (7 Wo.)UK | Erstveröffentlichung: 2. Juli 1990      |
| 1991 | I Wanna Be Adored The Stone Roses                             | UK20 Platin · (4 Wo.)UK | Erstveröffentlichung: 1991              |
| 1992 | Waterfall The Stone Roses                                     | UK27 Platin · (5 Wo.)UK | Erstveröffentlichung: Januar 1992       |
| 1992 | I Am the Resurrection The Stone Roses                         | UK33 Platin · (3 Wo.)UK | Erstveröffentlichung: 1992              |
| 1992 | Fool’s Gold –                                                 | UK73 (2 Wo.)UK | Erstveröffentlichung: 1992              |
| 1994 | Love Spreads Second Coming                                    | UK2 Gold · (13 Wo.)UK | Erstveröffentlichung: 1994              |
| 1995 | Ten Storey Love Song Second Coming                            | UK11 Silber · (6 Wo.)UK | Erstveröffentlichung: 1995              |
| 1995 | Fools Gold ’95 –                                              | UK25 (3 Wo.)UK | Erstveröffentlichung: 1995              |
| 1995 | Begging You Second Coming                                     | UK15 (3 Wo.)UK | Erstveröffentlichung: 1995              |
| 1999 | Fools Gold (Remix) The Stone Roses – 10th Anniversary Edition | UK25 (5 Wo.)UK | Erstveröffentlichung: 1999              |
| 2016 | All for One –                                                 | UK17 (2 Wo.)UK | Erstveröffentlichung: 12. Mai 2016      |
| 2016 | Beautiful Thing –                                             | UK21 (1 Wo.)UK | Erstveröffentlichung: 10. Juni 2016     |

Weitere Singles
- 1985: So Young
- 1987: Sally Cinnamon
- 1988: Elephant Stone
- 1989: This Is The One (UK: Silber)
- 1990: Made of Stone (Wiederveröffentlichung)
- 1990: She Bangs the Drums (Wiederveröffentlichung)
- 1999: Fools Gold ’99

Weitere Lieder
- 1992: Mersey Paradise (UK: Silber)

### Videoalben
| Jahr | Titel           | Höchstplatzierung, Gesamtwochen, AuszeichnungChartsChartplatzierungen (Jahr, Titel, Platzierungen, Wochen, Auszeichnungen, Anmerkungen) | Anmerkungen                            |
| Jahr | Titel           | UK | Anmerkungen                            |
| ---- | --------------- | --- | -------------------------------------- |
| 1995 | The Complete    | UK8 Gold · (124 Wo.)UK | Erstveröffentlichung: 1995             |
| 2004 | The Stone Roses | UK1 Platin · (23 Wo.)UK | Erstveröffentlichung: 1995             |
| 2013 | Made of Stone   | UK1 Platin · (137 Wo.)UK | Erstveröffentlichung: 3. Dezember 2013 |